# House of the Rising Sun (film)
House of the Rising Sun to amerykański film fabularny z 2011 roku, wyreżyserowany przez Briana A Millera, z wrestlerem Dave’em Batistą obsadzonym w roli głównej. Film oparty jest na podstawie powieści Chucka Mustmyre'a pod tym samym tytułem.

## Fabuła
Były policjant Ray niedawno wyszedł z więzienia po burzliwych zajściach z przeszłości. Jego pragnienie spokoju zostaje zakłócone, gdy klub nocny, w którym pracuje, zostaje obrabowany, a syn właściciela lokalu ginie zastrzelony. Nazwisko Raya zostaje niesłusznie połączone z zajściem; mężczyzna decyduje uchronić się od zarzutu udziału w zbrodni i w tym celu wszczyna śledztwo, którego celem jest znalezienie mordercy.

## Obsada
- Dave Batista (w czołówce jako Dave Bautista) − Ray
- Dominic Purcell − Tony
- Craig Fairbrass − Charlie Blackstone
- Amy Smart − Jenny Porter
- Danny Trejo − Carlos
- Brian Vander Ark − Jimmy LaGrange
- Roy Oraschin − Dylan Sylvester
- Tim Fields − detektyw Carl Landry
- Debra Harrison-Lowe − Priscilla Zello
- Lyle Kanouse − Vinnie Marcella
- John G. Carbone − Peter

## Nagrody i wyróżnienia
- 2011, Action on Film International Film Festival, USA:
  - nagroda Action on Film w kategorii wybitny film fabularny według witryny Hitflics.com (nagrodzeni: John G. Carbone, Mark Sanders, Brian A Miller)
  - nagroda Action on Film w kategorii aktor roku według witryny Hitflics.com (Dave Batista)